# Ilin-Jurjach
Der Ilin-Jurjach (russisch Илин-Юрях) ist der rechte Quellfluss der Rossocha im Ostsibirischen Tiefland in der Republik Sacha.
Der Ilin-Jurjach entsteht am Zusammenfluss von Chotol (links) und Tschaskina-Sjane (rechts). Der stark mäandrierende Fluss durchfließt ein mit zahllosen kleinen Seen bedecktes Sumpfgebiet im äußersten Westen des Kolyma-Tieflands in ostnordöstlicher Richtung, bevor er auf den von Westen kommenden Arga-Jurjach trifft und sich mit diesem zur Rossocha vereinigt. Der Ilin-Jurjach hat eine Länge von 178 km. Sein Einzugsgebiet umfasst 9730 km², wovon 15,1 % auf Seefläche entfallen. Gespeist wird der Fluss von Niederschlägen sowie von der Schneeschmelze.